# Bambalouma
Bambalouma este o comună din regiunea Worodougou, Coasta de Fildeș.